# Litteau
Litteau är en kommun i departementet Calvados i regionen Normandie i norra Frankrike. Kommunen ligger i kantonen Balleroy som ligger i arrondissementet Bayeux. År 2022 hade Litteau 276 invånare.

## Befolkningsutveckling
Antalet invånare i kommunen Litteau
Referens: INSEE